# S003
Cyber-shot™ケータイ S003（さいばーしょっと- えす ぜろぜろさん）は、ソニー・エリクソン・モバイルコミュニケーションズ（現：ソニーモバイルコミュニケーションズ）が日本国内向けに開発した、auブランドを展開するKDDIおよび沖縄セルラー電話のCDMA 1X WIN対応携帯電話である。製造型番はSO003（えすおー ぜろぜろさん）。 

## 概要
同キャリア向けの「Cyber-shotケータイ」としては第3世代にあたる音声用端末。一見すると先代モデルであるS001（SO001）のマイナーチェンジモデルにも見えるが、実際はほぼフルモデルチェンジと言えるほどの違いがある。カメラは前モデルと同様に「Exmor」CMOSセンサーを搭載し、画素数は1209万画素と向上。スマイルシャッター機能やISO1600相当の高感度撮影も踏襲されており、「おまかせシーン認識」は「おまかせオート撮影モード」へと進化している。さらにストロボは超高輝度LEDとスーパーキャパシタ組み合わせた「PLASMAフラッシュ(ぷらずま-)」が採用されているなど、スペック上は最新モデルのデジカメと同様のスペックを誇る（ただしS001と同じく、光学ズームは搭載されていない）。レンズカバーが前モデルから変更され、チルドダウン式となっており、キーロック中であってもレンズカバーを下げるだけでカメラが起動できるようになっている。ディスプレイが前モデルから変更され、3.2インチのフルワイドVGAタイプのTFT液晶となっている。内蔵メモリもS001の70MBから340MBへと増加しているが、S001では付属していた1GBのmicroSDカードは付属していない。メモリーカードは、新たに16GBまでのmicroSDHCカードに対応している（microSDカードについてはS001と同じく、規格最大容量の2GBまで対応）。
S001から引き続き、グローバルパスポートCDMAとグローバルパスポートGSMのデュアルローミングに対応し、新たに同キャリアの2010年夏モデル共通の性能である防水仕様（IPX5/IPX7相当）を備えている。本モデル以降の同社製フィーチャーフォン端末は全機種がKCP+対応端末であるが、マルチプレイウィンドウ機能は省略されている。

## 沿革
- 2010年5月17日 - KDDIより発表。
- 2010年5月19日 - 連邦通信委員会（FCC）を通過。
- 2010年5月28日 - 北海道・東北・北陸・中国・四国・沖縄地区にて発売。
- 2010年5月29日 - 関東・九州地区にて発売。
- 2010年6月4日 - 中部・関西地区にて発売。

## 主な機能・サービス
| 主な対応サービス                                                                        | 主な対応サービス                                                                 | 主な対応サービス            | 主な対応サービス                             |
| --------------------------------------------------------------------------------------- | -------------------------------------------------------------------------------- | --------------------------- | -------------------------------------------- |
| LISMO! (着うたフル) (着うたフルプラス) (LISMOビデオクリップ) (LISMO Video) (LISMO Book) | EZケータイアレンジ ティーンズモード                                              | バーコードリーダー&メーカー | PCサイトビューアー                           |
| Bluetooth ワイヤレスミュージック                                                        | au Smart Sports Run & Walk Karada Manager ゴルフ フイットネス カロリーカウンター | EZナビウォーク              | EZ助手席ナビ                                 |
| 安心ナビ                                                                                | 災害時ナビ                                                                       | ナカチェン                  | EZアプリ FullGame! Bluetooth対戦             |
| EZアプリ(BREW)                                                                          | オープンアプリプレイヤー                                                         | PCドキュメントビューアー    | アレンジメニュー                             |
| au oneガジェット マルチプレイウィンドウ クイックアクセスメニュー                        | じぶん銀行アプリ                                                                 | EZ・FM                      | EZチャンネル EZチャンネルプラス EZニュースEX |
| Touch Message                                                                           | EZFeliCa                                                                         | ケータイ de PCメール        | デコレーションメール                         |
| デコレーションアニメ                                                                    | au one メール                                                                    | 緊急通報位置通知            | ワンセグ                                     |
| BDレコーダーワンセグ転送 （シャープ製・ソニー製対応）                                   | グローバルパスポート (CDMA・GSM)                                                 | 赤外線通信 (IrDA)           | Wi-Fi WIN auフェムトセル                     |

## 不具合
2010年6月30日に以下の不具合の修正がケータイアップデートにより行われた。
- 一部のケータイアレンジを設定している状態でカメラを起動、終了し、待受画面に遷移した際にリセットする場合がある。

2011年1月7日に以下の不具合の修正がケータイアップデートにより行われた。
- EZwebで特定サイトにアクセスするとリセットする場合がある。